# Sara Doorsoun
Sara Doorsoun-Khajeh (* 17. November 1991 in Köln) ist eine deutsche Fußballspielerin. Die Defensivspielerin, die sowohl in der Innen- als auch linken Außenverteidigung eingesetzt werden kann, stand bis 2025 beim Bundesligisten Eintracht Frankfurt unter Vertrag, wo sie zur Vize-Kapitänin ernannt wurde. Von 2016 bis 2025 war sie A-Nationalspielerin.

## Werdegang

### Vereine
Sara Doorsoun begann ihre Fußballkarriere beim SV Wesseling in einer Jungenmannschaft. Später wechselte sie zur SSV Köttingen (jetzt SC Erftstadt-Ville) in eine Mädchenmannschaft, bevor sie sich dem SC Fortuna Köln anschloss. Im Jahre 2008 wechselte Doorsoun zum Bundesligaabsteiger SG Wattenscheid 09, mit dem sie 2009 das Halbfinale im DFB-Pokal erreichte. Ein Jahr später wechselte sie zum SC 07 Bad Neuenahr, für den sie am 7. März 2010 (15. Spieltag) bei der 1:4-Niederlage gegen den SC Freiburg in der Bundesliga debütierte. Mit Bad Neuenahr erreichte sie 2011 erneut das Pokalhalbfinale.
Zur Saison 2012/13 wechselte Doorsoun zum amtierenden deutschen Meister 1. FFC Turbine Potsdam. Im Mai 2013 verkündete sie ihren Wechsel zur SGS Essen zur Saison 2013/14.
Zur Saison 2018/19 wechselte Sara Doorsoun zum Meister und Pokalsieger VfL Wolfsburg. Dort unterschrieb sie bis 2021. Gleich im ersten Jahr gelang ihr das Double aus Meisterschaft und DFB-Pokal.
Im Januar 2022 wechselte sie zum Ligakonkurrenten Eintracht Frankfurt und unterschrieb dort einen Vertrag bis zum Sommer 2023. Am 13. Spieltag der Saison 2021/22 debütierte Doorsoun für Eintracht Frankfurt im Heimspiel gegen SC Freiburg. Im April 2023 verlängerte sie ihren Vertrag um zwei weitere Jahre.
Nach der Saison 2024/25 verließ sie Eintracht Frankfurt und schloss sich dem Angel City FC in Los Angeles an.

### Nationalmannschaft
Nachdem sie im Zeitraum von 2006 bis 2010 insgesamt zehn Partien für diverse Nachwuchsauswahlen des Deutschen Fußball-Bundes bestritten hatte, kam Doorsoun am 3. März 2016 beim SheBelieves Cup 2016 im Spiel gegen Frankreich zu ihrem ersten A-Länderspiel, bei dem sie gleichzeitig erstmals in der Startelf stand.
Bei der Europameisterschaft 2017 in den Niederlanden absolvierte Doorsoun zwei Einsätze. In der anschließenden, erfolgreichen Qualifikation für die WM 2019 bestritt sie fünf Spiele, in denen die deutsche Mannschaft jeweils ohne Gegentor blieb. Bei der WM-Endrunde kam sie in allen fünf Spielen mit deutscher Beteiligung zum Einsatz; zusammen mit Marina Hegering bildete sie die Innenverteidigung, die viermal kein Gegentor zuließ. Im Viertelfinale unterlag Deutschland jedoch Schweden mit 1:2; durch das frühe Ausscheiden verpasste sie mit der Mannschaft zudem die Qualifikation für die Olympischen Spiele 2020.
Im ersten EM-Qualifikationsspiel der Gruppe I am 31. August 2019 im Kasseler Auestadion erzielte sie beim 10:0-Sieg über Montenegro mit dem Treffer zum 6:0 in der 52. Minute ihr erstes Länderspieltor. Bei der EM 2022 in England kam sie in den sechs deutschen Spielen dreimal zum Einsatz.
Bei der WM 2023 absolvierte Doorsoun zwei Einsätze, schied mit Deutschland jedoch noch in der Vorrunde aus.
Bei den Olympischen Sommerspielen 2024 gewann sie durch den 1:0-Sieg gegen Spanien, bei dem sie in der 90. Minute eingewechselt wurde, die Bronzemedaille. In dem Turnier kam sie insgesamt zu drei Einsätzen.
Am 9. Juni 2025, nachdem sie nicht für den deutschen Kader für die EM 2025 berücksichtigt worden war, erklärte Doorsoun ihren Rücktritt aus der Nationalmannschaft.

## Sonstiges
Doorsoun-Khajeh ist die Tochter eines Iraners und einer Türkin.

## Erfolge
- Finalist Europameisterschaft 2022
- Olympische Bronzemedaille 2024
- Algarve-Cup-Sieger 2020 (kampflos)
- Deutscher Meister 2019, 2020
- Deutscher Pokalsieger 2019, 2020, 2021

## Auszeichnungen
- Silbernes Lorbeerblatt: 2024[12]